# Guder og Dæmoner på Bali, Gudernes Ø
Guder og Dæmoner på Bali, Gudernes Ø er en dansk dokumentarfilm fra 1990 instrueret af Tina Kragh efter eget manuskript.

## Handling
Balineserne er hinduer, men tror også på en besjæling af naturen, lyse og mørke kræfter er overalt i universet. Balineserne tilgodeser både guder og dæmoner med den opmærksomhed, de mener, der skal til, for at kunne holde balancen mellem dem.